# إنسان كامل

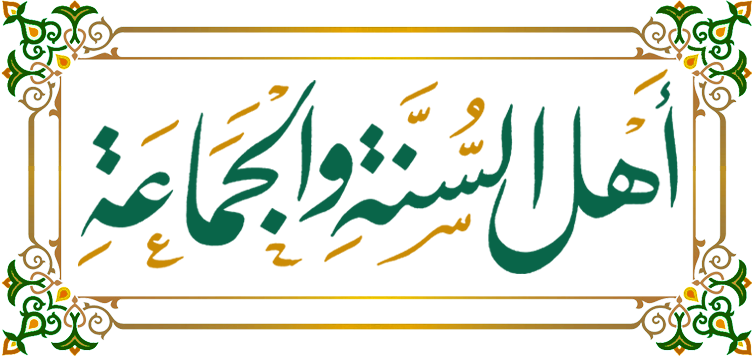

الإنسان الكامل في الإسلام، هي أحد نعوت الرسول. وهي تعني «الشخص الذي وصل إلى أعلى درجات الكمال». وهي صفة للإنسان البدائي الأول الذي كان صافي الفطرة وقبل أن يتلوث بالغرائز الحسية والجسدية. استعمله الصوفيون المسلمون السنة وكذلك العلويون. واستند ابن عربي في شرحه لهذه الفكرة إلى حديث شريف يقول: «كنت نبيا عندما كان أدم بين الماء والطين» وكذلك، نشر كل من محمد العلوي المالكي، الجليلي، كتبا حول الإنسان الكامل. ويعتبر الإسماعليون أن كل إمام وإنسان كاملا.
وعادة ما يشار إلى هذا التعبير على أنه التعريف الباطني للدلالة على شخص يمارس الشريعة، وكذلك بأنها تفسير للإنسان القرآني الذي من دون خطيئة لأن مركز الوعي هو طاهر وكامل.

## أصل الإنسان الكامل
ذكر كل من البيروني والحلاج هذا المصطلح في أدبياتهم. والفكرة مأخوذة من القرأن والحديث. فيذكر القرآن أن الإنسان خلق على أحسن تقويم. وبناء عليه. يعتقد أن الله فضل الإنسان عن باقي مخلوقاته فأعطاهم النور ليصلوا إلى الكمال وهي الدرجة التي يجعلهم في إدراك اله وهو غاية الخلق.

## عند ابن عربي
بالنسبة لإبن عربي، الإنسان الكامل الحقيقي عند الصوفية هو البرزخ بين الوجوب والإمكان والمرآة الجامعة بين الصفات والقدم وأحكامه وبين صفات الحدثان وهو الواسطة بين الحق والخلق وبه ومن مرتبته يصل فيض الحق والمدد الذي هو سبب بقائه ما سوي الحق إلي العالم كله علوا وسفلا ولولاه من حيث برزخيته التي تغاير الطرفين لم يقبل شيء من العالم المدد الإلهي الوحداني لعدم المناسبة والارتباط ولم يصل إليه.

## عند الجرجاني
وبعبارة الجرجاني: هو الجامع لجميع العوالم الإلهية والكونية، الكلية والجزئية وهو كتاب جامع للكتب الإلهية والكونية، فمن حيث روحه وعقله: كتابٌ عقلي مسمًّى بأم الكتاب، ومن حيث قلبه: كتاب اللوح المحفوظ، ومن حيث نفسه: كتاب المحو والإثبات، فهو الصحف المكرمة، المرفوعة المطهرة، التي لا يمسها ولا يدرك أسرارها إلا المطهرون من الحجب الظلمانية، فنسبة العقل الأول إلى العالم الكبير وحقائقه بعينها نسبة الروح الإنساني إلى البدن وقواه، وإن النفس الكلية قلب العالم الكبير، كما أن النفس الناطقة قلب الإنسان، ولذلك يسمى العالم بالإنسان الكبير.

## عند الجيلي
زاد الجيلي على أقوال ابن عربي بإضافة الخطوات المطلوبة للوصول إلى الكمال ويؤكد على ضرورة اتباع ثلاث خطوات هي: البداءة (عندما يحصل الإنسان على الخصائص الإلهية)، التواسط (عندما يدرك الكوني والإلهي ويستلم المعرفة الكاملة)، المقدرة (آي استعمال موصل اليه للتأثير على المخلوقات بقدرات فائقة).